# مارتین لوتر (فیلم ۱۹۵۳)
مارتین لوتر (انگلیسی: Martin Luther) فیلمی است درباره زندگی مارتین لوتر کشیش متجدِد و مترجم انجیل به زبان آلمانی به کارگردانی اروینگ پیکل که در سال ۱۹۵۳ منتشر شد.

## بازیگران

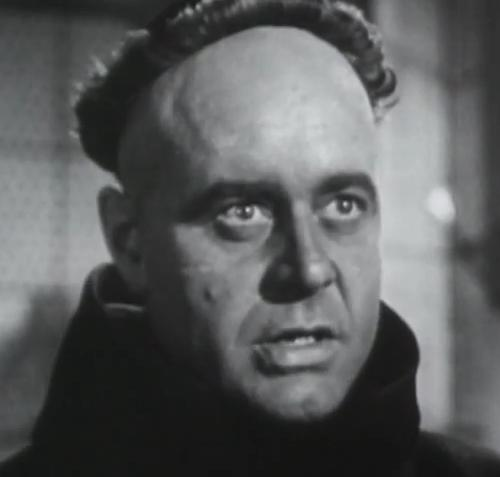
نیل مک‌گینیس در نقش مارتین لوتر
- اروینگ پیکل
- Jaspar Oertzen
- هنری اسکار
- رانالد آدام

- نیل مک‌گینیس